# Sophie Révil
Sophie Révil est une productrice, réalisatrice, scénariste et auteure française.

## Biographie
Elle étudie à Sciences Po pour être gestionnaire.
Sophie Révil crée l’entreprise de production Escazal Films en 1997.

## Filmographie

### Cinéma
- 2014 : Marie Heurtin de Jean-Pierre Améris
- 2018 : L'Amour flou de Romane Bohringer et Philippe Rebbot
- 2022 : Les Folies fermières de Jean-Pierre Améris
- 2023 : Petites de Julie Lerat-Gersant
- 2023 : Marie-Line et son juge de Jean-Pierre Améris
- 2025 : Aimons-nous vivants de Jean-Pierre Améris

### Télévision
- 2000 : Marie-Tempête (productrice)
- 2001 : Les Enquêtes d'Éloïse Rome (créatrice)
- 2001 : Les Duettistes, épisode Le Môme
- 2004 : Le Miroir de l'eau (productrice et créatrice)
- 2004 : La classe du brevet (productrice)
- 2006 : Les Vauriens de Dominique Ladoge (productrice)
- 2006 : Petits meurtres en famille (productrice) (saison 1)
- 2006 : L'État de Grace, (productrice) (2 épisodes Piéger et Convaincre)
- 2007 : La Cour des grands (productrice)
- 2007 : Maman est folle de Jean-Pierre Améris (productrice)
- 2008 : Les Petits Meurtres d'Agatha Christie (productrice) (2 épisodes, Am stram gram et Les meurtres ABC)
- 2012 : Le Cerveau d'Hugo (documentaire-fiction)
- 2020 : Ils étaient dix (productrice)
- 2021 : L'Absente, mini-série de Karim Ouaret (productrice)